# Pierre Bichet
Pour les articles homonymes, voir Bichet.
Pierre Bichet, né le 29 novembre 1922 à Pontarlier (Doubs) et mort le 18 février 2008 dans la même ville,, est un peintre, cinéaste et spéléologue français. Renommé pour ses paysages de neige, et plus particulièrement de la montagne jurassienne, il est aussi le collaborateur régulier du volcanologue Haroun Tazieff dans ses explorations, durant près de quarante ans,.

## Biographie
Pierre Bichet se marie en 1949 avec Suzanne Duval, dite « la Biche », originaire du Val de Travers (Suisse) et née à Pontarlier. Cinq enfants naissent de leur union : Luc (né en 1950 et décédé en bas âge), Laurent (1951-1979), Jean-Luc (né en 1952), Isabelle (1958-1981) et Vincent (né en 1963).

### Vocation
Pierre Bichet naît en 1922 à Pontarlier, dans le Haut-Doubs. Son enfance se déroule entre la rue de la République, son terrain de jeu favori, et Morteau, où il passe ses vacances d’été dans sa famille maternelle. Il visite sa première exposition très jeune. En effet, face à sa maison familiale (à l'angle de la rue de la République et de la place d'Arçon), où ses parents tiennent un commerce, il n’a qu’à traverser la rue l’été pour entrer dans la chapelle des Annonciades dans laquelle quatre jeunes artistes comtois viennent de créer un salon de peinture. Ainsi, au contact de Robert Fernier (1895-1977), André Roz (1887-1946), Robert Bouroult (1893-1971) et André Charigny (1902-2000), il découvre le métier de peintre et décide d’étudier le dessin. Parallèlement à ses études secondaires, commencées à Pontarlier et poursuivies à Besançon, il suit des cours de dessin.

### La Guerre
La guerre va pourtant contrarier rapidement sa vocation d’artiste. Dès octobre 1942, Pierre Bichet est convoqué par le régime de Vichy, dans le cadre de la conscription obligatoire, afin de partir travailler en Allemagne. De retour à Pontarlier, il tente avec des camarades d’organiser un réseau d’aide aux réfractaires et, à l’issue d’une réunion clandestine, se fait arrêter par la Gestapo. Incarcéré à la prison de Pontarlier en mars 1943, il s’échappe grâce à l’intervention du Procureur de la République Paul Armand, alors membre d’un réseau de résistance. Il gagne la zone libre et trouve refuge comme bûcheron dans le Vercors où s’installent les premiers maquis. Pierre Bichet rejoint rapidement l’un d’eux, dans le cirque de Malleval. En janvier 1944, Pierre Bichet et son ami Paul Bulle de Pontarlier, sont parmi les rares rescapés de l’anéantissement de ce maquis et du massacre de Malleval sous le feu des Allemands. Il est ensuite recueilli par le maquis de Massif de la Chartreuse, puis gagne le Grésivaudan et rejoint ses montagnes jurassiennes pour participer à la libération du Haut-Doubs. Après la libération de Pontarlier, il se porte volontaire au 7e Bataillon de chasseurs alpins et termine la guerre sur le front des Alpes en France et en Italie.

### Paris
Après quelques mois à l’École régionale des beaux-arts de Besançon, Pierre Bichet réussi le concours d’entrée de l’École nationale supérieure des beaux-arts de Paris qu’il intègre à la rentrée 1942, dans l’atelier de Nicolas Untersteller. Rattrapé par la guerre, il n'y restera que quelques semaines. Après la guerre, Pierre Bichet reprend ses études aux Beaux-Arts de Paris en août 1945. Avec quatre amis franc comtois, quatre philosophes, il décide de s’installer dans un appartement rue d'Assas, dans le 6e arrondissement, en communauté totale où tout ce qui appartiendrait à chacun appartiendrait à tous. En souvenir de Charles Fourier, l’association fut baptisée « Phalanstère » et les derniers articles de leur future règle de vie commune mis au point et ratifiés à l’unanimité. La joyeuse expérience dure trois mois.
À l’école des Beaux-Arts, quai Malaquais, il poursuit son apprentissage dans l’atelier du peintre Narbonne aux côtés notamment de Bernard Buffet ou du peintre d’origine polonaise Walter Spitzer. Il s’installe dans l’ancien atelier d'André Charigny, 144 avenue Emile Zola, dans le 15e arrondissement. Il voyage aussi en Italie, en 1946 et 1948, notamment à Florence et Venise, avec son ami franc-comtois, le philosophe Jules Vuillemin.

### Le tour du monde des volcans
Après une dizaine d’années dans la capitale, il revient définitivement à Pontarlier, dont il a besoin spirituellement et physiquement. Avec son épouse, ils s’installent dans une grande maison route des Granges dans laquelle il aménage un atelier de peinture et de lithographie. Tous les étés, il participe activement au Salon des Annonciades, dont il devient l’animateur puis le président en 1964.
Au début des années 1950, il découvre avec le graylois René Nuffer les rivières souterraines et les grottes du karst jurassien. D’emblée, Pierre Bichet se passionne pour la spéléologie et accompagne le développement de cette sorte d’alpinisme à l’envers, qui n’en est alors qu’à ses balbutiements.
Et c’est dans la rivière souterraine de Chauveroche qu’il fait la connaissance d'Haroun Tazieff venu réaliser un court-métrage sur les eaux souterraines. Le volcanologue revient peu après à Pontarlier présenter son film et c’est le début d’une grande amitié. Tazieff lui fait part de son projet de visiter les volcans en activité de la planète et, en 1956, lui propose de l’accompagner comme opérateur de prise de vue pour ce tour du monde. Avec son matériel de cinéma, Pierre Bichet embarque sur un bateau à Marseille qui traverse le canal de Suez, puis l’Océan Indien et le conduit au Japon, où il assiste avec Tazieff à sa première éruption. Pendant six mois, les deux hommes font le tour de la ceinture de feu du Pacifique. Ils parcourent la côte Ouest des États-Unis, le Mexique, le Guatemala, le Costa Rica, le Chili et l’Argentine. À l’issue de ce voyage, ils réalisent Les Rendez-vous du diable (1959), un film qui connaît un succès international et leur permet de tourner ensuite Le Volcan interdit (1966).
À partir de ce moment-là, et jusqu’à une dernière expédition en 1993 au Chili, Haroun Tazieff détourne régulièrement Pierre Bichet de sa vocation de peintre en lui confiant le rôle d’assistant, de sherpa, d’opérateur de prise de vue et de compagnon de cordée pour ses expéditions. Sur le rift africain, au Zaïre et en Éthiopie, en Amérique centrale, sur les pentes de l’Etna et du Stromboli, Bichet filme les éruptions en 16 et 35 mm avec sa caméra Paillard Bolex. Tazieff lui confie aussi le soin de constituer des équipes de « porteurs », qu’il recrute dans le Jura français et suisse.
Pierre Bichet garde également depuis cette période des contacts dans le monde du cinéma ; ainsi il déniche des lieux de tournage en Franche-Comté pour les réalisateurs du 7e Juré (1962), du Miracle des Loups (1961), de Château en Suède (1963) ou encore des Granges Brûlées (1973).

### Archéologie
Rien pourtant ne l’éloigne durablement du Jura. À pied, en voiture, en deltaplane où en décollant régulièrement de l’aérodrome de Pontarlier, il ne se lasse pas d’explorer sa région. Au début des années 1960, il s’intéresse aussi aux premiers habitants du Haut-Doubs. Il obtient l'autorisation de fouiller dans les environs de Pontarlier dès 1961 et contribue ainsi à la mise au jour de plusieurs tumulus de l’époque Celte (de 1200 à 300 av. J.-C.) dans la plaine de l’Arlier. Les pièces découvertes sont aujourd'hui conservées dans les collections du Musée de Pontarlier.

### Le peintre de la neige
De ses expéditions, il ne rapporte pratiquement jamais de toiles ou de dessins. C’est seulement chez lui, une fois les valises posées, qu’il reprend son travail de peintre. Sa vision du Jura s’agrandit sur l’infini, elle ne connaît pas de frontières avec la Suisse, le pays de son ami le peintre Lermite, et va jusqu’aux Alpes. Il perçoit mieux que quiconque la simplicité et l’unicité de la nature, et la place de l’homme face à elle.
Pierre Bichet réalise des paysages dès ses débuts, à Paris, en Italie mais aussi et surtout dans le Haut-Doubs (le lac de Saint-Point, le Fort de Joux, le Mont d'Or). Dans les années 1940 et 1950, des personnages sont régulièrement présents dans ses toiles ; il peut s'agir d'allégories (Daphnis et Chloé, La famille, Les Amoureux), de sujets d'inspiration religieuse (François d'Assise aux corbeaux, L'adoration des bergers, L'annonce aux bergers) ou de scènes de la vie quotidienne dans le Haut Doubs (Le repas des bûcherons, La corvée de neige, Le bonhomme de neige).
À partir des années 1960, les personnages vont se faire plus rares dans ses toiles. C'est aussi la période au cours de laquelle il va réaliser ses premières "grandes neiges" avec lesquelles il restitue comme peu de peintres l'ont fait jusqu'alors le silence, le froid et la lumière de l'hiver. Ces paysages, au format cinémascope, lui permettent aussi de plonger le spectateur au cœur de l'hiver Jurassien.
Le début des années 1980 est une période sombre pour Bichet, marquée par la disparition accidentelle de deux de ses enfants (le premier enfant de Pierre et Suzanne Bichet est décédé en bas âge). Son approche du paysage, parfois réduit à sa plus simple expression (neige, montagne, horizon), et sa palette se simplifient alors. Au cours de sa dernière période, le peintre continue à réaliser ses grandes neiges (Hiver à Boujeons) et des grands formats dans lesquels le ciel prend plus d'importance (Ciel de nuages, Le grand ciel). Chaque été, il réserve la primeur de ses toiles monumentales, ses grandes neiges, au salon des Annonciades de Pontarlier. Celles-ci n’ont pas d’égal pour exprimer avec émotion et sentiment la force de son pays.
La dernière décennie du peintre est également marquée par la réalisation de nombreux tableaux de petits formats, souvent des planches de bois, représentant des paysages jurassiens mais aussi les Alpes (la chaine du Mont Blanc ou les Diablerets). Au début de l’hiver 2007/2008, il travaille encore sur des paysages de neige dans lesquels le blanc prend la plus grande place. Son dernier tableau, qui restera inachevé, est un petit paysage d'hiver réalisé dans les environs de l'Auberson (Suisse) et représentant le Chasseron, les Aiguilles de Baulmes et le Suchet.

### L’hiver ou la page blanche
Pendant 50 ans, l'artiste franc comtois réalise, parallèlement à son œuvre de peintre, de nombreuses lithographies. Celles-ci, au format allongé et représentant des paysages jurassiens, constituant sans doute la partie la plus populaire et la plus connue du travail de l’artiste Franc-Comtois. Pourtant la production de Pierre Bichet, couvrant plus d’un demi-siècle révèle une œuvre riche, complexe qui emmène parfois le spectateur loin des paysages Jurassiens.
Pierre Bichet découvre les ateliers de plusieurs artisans-graveurs dès la fin des années 1940 à Paris. Passionné par cette technique, il grave ses premières plaques et réalise ses premiers dessins à l’encre lithographique avec Louis Vuillermoz et acquiert alors chez Lucien Détruit (impasse Saint Sébastien à Paris) un solide métier de lithographe. Ensuite, il va beaucoup échanger avec le peintre Suisse Jean-Pierre Schmidt (1920-1976), dit "Lermite". Même si ce dernier n'était pas lithographe et a été initié à la lithographie par Pierre Bichet, l'influence réciproque entre les deux artistes est importante. Dans sa maison de Pontarlier, Pierre Bichet avait aménagé un atelier de lithographie dans lequel il tirait ses estampes, certaines pouvant aller jusqu'à sept couleurs.
Auteur de 450 lithographies entre 1948 et 2002, Pierre Bichet a abordé des sujets variés (l’hiver, la ville, la haute montagne, le Fort de Joux, les enfants) avec des approches esthétiques et des formats différents. Outre l'influence du peintre Lermite dans l'œuvre lithographique de Pierre Bichet, la plus évidente, à partir des années 1960, est peut-être celle du Japon, où il a séjourne en 1956 et 1963. Du Japon il a rapporté des carnets au format allongés (comme de nombreuses lithographies) sur lesquels il va dessiner les paysages jurassiens à l’encre noire. Inlassablement, il dessine à l’encre de chine sur ses petits carnets japonais de calligraphie au format allongé. Il se lance alors dans un inventaire des paysages du massif jurassien. Il se dit volontiers « imagier » des forêts, des villages et des habitants de ce Jura qu’il aime tant.
Pour Pierre Bichet, la lithographie est aussi une histoire d'amitié. Car si ce procédé lui donne la possibilité d’exprimer son sens du dessin et de la composition, il lui permet aussi d’échanger avec les habitants du massif jurassien habitués aux rigueurs de l’hiver. Ainsi, l’une de ses réussites est d’avoir popularisé cette technique et de voir son travail d’imagier populaire reconnu en Franche-Comté. Il était très flatté de voir l’une de ses lithographies accrochée dans une ferme du plateau des Fourgs.

## Œuvres

### Œuvres picturales
- L'adoration des bergers, 1949.
- Saint François prêchant aux corbeaux, 1951.
- Le chasse neige, 1959.
- Hiver à Boujeons, 1995.
- La carrière, Gray (Haute-Saône), musée Baron-Martin.
- Lumière sur le village, lithographie, Gray (Haute-Saône), musée Baron-Martin.

### Films
- Les Rendez-vous du diable, avec Haroun Tazieff, 1958.
- Le Volcan interdit, avec Haroun Tazieff, 1962.

### Monographies
- Jura, trente croquis de Pierre Bichet, recueil tiré à 200 exemplaires, 1972.
- Roland Bouhéret, Pierre Bichet, Cêtre, 1984
- Pierre Bichet, Roland Bouheret, Précis de lithographie, un inventaire de paysages, J.-P. Barthélémy, 1987 (ISBN 9782950115829)
- Pierre Bichet, Michel Buhler, Jura, Presses du Belvédère, 2006 (ISBN 9782884190657)
- Vincent Bichet, Samuel Cordier, Pierre Bichet, lithographies, Éditions du Sekoya, 2016  (ISBN 978-2847511536)

### Auteur
- Bernard Olivier, Pierre Bichet, Joël Guiraud, Michel Malfroy, Histoire de Pontarlier, Cêtre, 1979 (ISBN 978-2901040118)
- Pierre Bichet, Roland Bouhéret, André Charigny, Cêtre, 1989
- Pierre Bichet, Roland Bouhéret et Raymond Oursel, André Roz, Cêtre, 1990, 143 p. : ill. en noir et blanc ; 31 cm
- Pierre Bichet, Roland Bouhéret, Jean-Jacques Fernier et Raymond Oursel, L'art d'être Comtois, Fernier, Roz, Charigny : hommage aux fondateurs du Salon des Annonciades, La Manufacture, 1991, 225 p. (ISBN 978-2737703379)
- Pierre Bichet, Vagabondages, Cêtre, 1993
- Pierre Bichet, Jean-Pierre Millotte et Hélène Dartevelle, L'âge de Fer dans le haut Jura : Les tumulus de la région de Pontarlier (Doubs), Maison des sciences de l'Homme, 1995, 156 pages (ISBN 978-2735104406)

### Illustrateur
- Gaston Rébuffat, Cervin, cime exemplaire, Hachette, 1965, 224 p.
- Haroun Tazieff, L'Etna et Les Volcanologues, Arthaud, 1971, 239 pages
- Haroun Tazieff, Niragongo ou le volcan interdit, Flammarion, 1975
- Haroun Tazieff, Pierre Bichet, Vingt-cinq ans sur les volcans du globe, tomes 1 et 2, Fernand Nathan, 1975, 117 p.

## Collections publiques
En France
- Musée de Pontarlier
- Musée des beaux-arts et d'archéologie de Besançon
- Musée de Saint-Dié
- Musée de Saint-Maur

En Suisse
- Musée des beaux-arts du Locle
- Musée d'art et d'histoire de Neuchâtel

## Distinctions
- Médaille d'or du Salon des artistes français, prix Corot[5].

## Hommage
L'espèce Vaucheriella bicheti est dédiée à Pierre Bichet.
Le 18 octobre 2003, le groupe scolaire Pierre Bichet est inauguré dans la commune des Fins ("Pierre Bichet, parrain ému de l'école", in L'Est Républicain, 20 octobre 2003).